# Клисали
Клисали или Клисели (на гръцки: Προφήτης, Профитис, до 1926 година Κλέπε, Клепе) е село в Гърция, част от дем Бешичко езеро (Волви) в област Централна Македония с 1010 жители (2001).

## География
Стефанина е разположено между Лъгадинското (Корония) и Бешичкото езеро (Волви).

## История
На северозапад от селото, в местността Алепотрипес са открити раннохристиянски гробове.

### В Османската империя
Селото е споменато за първи път в османски регистър от 1527 година като Килисели. В регистър от 1691 година името на селото е Клисали и то е включено в християнските села, принадлежащи към хаса Лъгадина, известни като Хасия или Хасиохория. В XVII – XVIII век селото има 55 християнски къщи и само една мюсюлманска.
В XIX век Клисали е българско село в Лъгадинска каза в процес на окончателно погърчване. Александър Синве („Les Grecs de l’Empire Ottoman. Etude Statistique et Ethnographique“), който се основава на гръцки данни, в 1878 година пише, че в Клисели (Klisely) живеят 378 гърци. В „Етнография на вилаетите Адрианопол, Монастир и Салоника“, издадена в Константинопол в 1878 година и отразяваща статистиката на населението от 1873 година, Клисали (Klisali) е показано като село с 63 домакинства и 296 жители българи.
Към 1900 година според статистиката на Васил Кънчов („Македония. Етнография и статистика“) в Клисели живеят 450 гърци християни.
В началото на века селото е под върховенството на Цариградската патриаршия. По данни на секретаря на Българската екзархия Димитър Мишев („La Macédoine et sa Population Chrétienne“) в 1905 година в Клисали (Klissali) има 800 жители българи патриаршисти гъркомани и в селото работи гръцко училище с 1 учител и 4 ученици.

### В Гърция
В 1912 година по време на Балканската война в селото влизат български части. Селото е посещавано от гръцки андарти и агитатори, които карат селяните да не се подчиняват на българската власт.
След Междусъюзническата война в 1913 година Клисали попада в Гърция. В 1913 година селото (Κλείσελι) има 590 жители. В 1922 година след разгрома на Гърция в Гръцко-турската война в селото са настанени гърци бежанци. В 1926 година е прекръстено на Профитис, в превод Пророк. Според преброяването от 1928 година Клисали е смесено местно-бежанско село с 3 бежански семейства с 10 души бежанци.

## Личности
Родени в Клисали
- Апостолос Спиру (Απόστολος Σπύρου), гръцки андартски деец, агент от трети ред[11]
- Евангелос Зервос (Ευάγγελος Ζερβός), гръцки андартски деец, агент от трети ред, укрива андарти, заради което по-късно е арестуван[11]
- Пасхалис Цукалас (Πασχάλης Τσουκαλάς), гръцки андартски деец, агент от трети ред, укрива андарти и припаси и действа като куриер, по-късно е арестуван[11]